# Karl Claussen (Philologe)
Karl Claussen (* 21. Juni 1811 in Pillau, Samland; † 13. Oktober 1896 in Rastenburg, Masuren) war ein deutscher Philologe und Abgeordneter in Ostpreußen.

## Leben
Claussen besuchte von Ostern 1821 bis Ostern 1831 die nachmalige  Herzog-Albrechts-Schule (Rastenburg). Nach dem Abitur studierte er an der Albertus-Universität Königsberg Philologie und Germanistik. Wie viele Rastenburger Abiturienten wurde er im Sommersemester 1831 Mitglied des Corps Masovia. Er war ein ausgezeichneter  Senior. Nach dem Examen kam er Ostern 1836 als Probekandidat an seine frühere Schule. Seit Mai 1868 erster Oberlehrer, ließ er sich als charakterisierter Gymnasialprofessor nach gut 47 Jahren zum 1. Oktober 1883 in den Ruhestand versetzen.
Er war Mitglied des Preußischen Abgeordnetenhauses für Rastenburg-Gerdauen-Friedland.
Er starb im Alter von 85 Jahren. Auf seinem Grab in Rastenburg errichteten Schüler und Freunde, Logen- und Corpsbrüder am 10. Juni 1901 einen Gedenkstein.

## Programm-Abhandlungen
- De nota, quae vocatur hyphen sive subunio. Rastenburg 1840[5]
- Dispositionen zu deutschen Themen. Rastenburg 1855[5]